# Lernayin Artsakh FC
Maillots
Actualités
Le Lernayin Artsakh Football Club (en arménien : Լեռնային Արցախ Ֆուտբոլային Ակումբ), plus couramment abrégé en Lernayin Artsakh, est un club arménien (artsakhtsi) de football fondé en 1927 et basé dans la ville de Stepanakert dans le Haut-Karabagh. Il est cependant enregistré dans la ville de Sisian dans la région de Syunik.

## Historique
- 2001 : 1re participation à la 1re division
- 2002 : le club Gharabagh Erevan est renommé Lernayin Artsakh Erevan
- 2009 : le club retourne à Stepanakert et prend le nom de Lernayin Artsakh FC

## Palmarès
| Compétitions nationales |
| --- |
| - Championnat d'Azerbaïdjan soviétique (1) : - Champion : 1977. - Championnat d'Arménie de deuxième division (1) : - Champion : 2022. - Vice-champion : 2004 et 2006. |

## Entraîneurs du club
- / Nicolas Kazarian
- / Slava Gabrielian

## Galerie

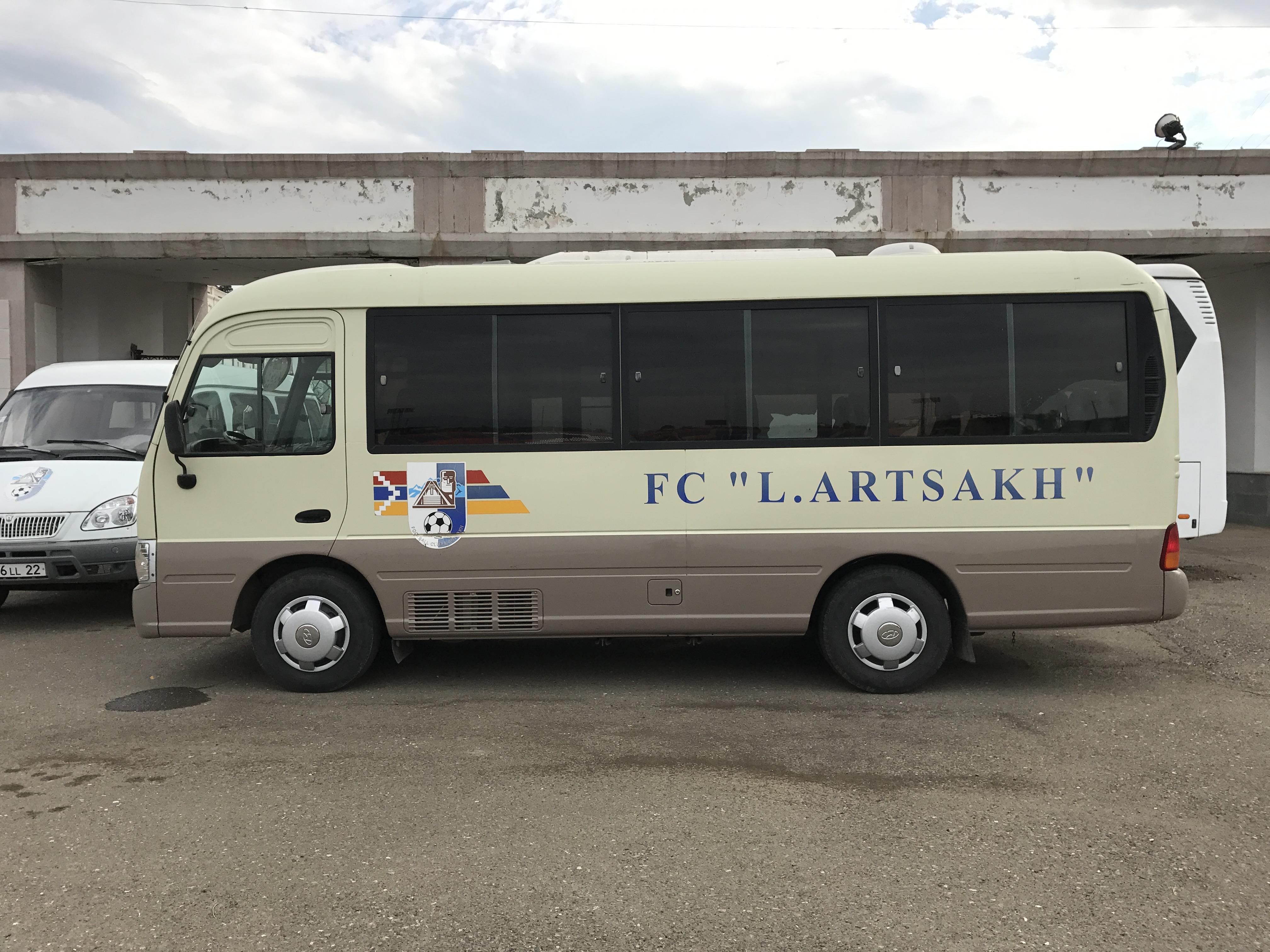
Un véhicule du club en 2017